# Platina (metall)
Es coneix com a  platina  a les planxes de metall planes o fulls rectangulars d'acer o un altre metall presents en la indústria siderúrgica, de manufactura o fabricació, particularment en el mercat de perfils.
Des de l'acereria i posterior enrotllat en bobines, format amb el qual se subministren les fulles comercials d'acer, aquestes planxes rectangulars ja en forma plana es poden trobar en mides estandarditzats (per exemple 4' x 8', 4' x 12', etc.), això significa una forma comuna per començar a treballar amb el material, ja sigui des del seu transport i maneig, o ja l'immediat procés de fabricació.

El material es pot doblegar per aconseguir angles.

La qualitat i cost de les platines varia depenent, entre altres factors, de la seva composició i l'aplicació superficial posterior a la seva formació, com ho és per exemple, si l'acabat de les fulles és acompanyat d'oli, que les protegeix d'excessiva oxidació.
El gruix de les platines comercials d'acer també està estandarditzat i arriba a correspondre amb fraccions de polzada i amb dimensions decimals de calibre.
L'ús de micròmetres plans és una forma comuna d'inspeccionar el gruix de les fulles. També, se sol marcar les fulles depenent d'aquesta mesura per exemple utilitzant un plomissol marcador groc (o un llapis platejat) amb el propòsit que sigui més visible.
Un factor interessant referent al treball amb fulles és la memòria de l'acer, la qual en alguns casos pot ser bastant i notòria en tallar les fulles (particularment en forma longitudinal), per exemple emprant plasma. A grans trets, la memòria del material és la capacitat (en aquest cas de l'acer) per tornar a una forma prèvia o aproximada, amb això en compte, és possible albirar l'enrotllat de la bobina quan una part del full (generalment la més prima i llarga) deixa la seva forma plana per prendre curvatura.
Atenció: aquesta referència a la "memòria de l'acer" pot induir a confusió. És cert que hi ha materials amb "memòria de forma", utilitzats amb èxit en camps com l'odontologia (ortodòncia), però en aquest cas crec que cal parlar més pròpiament de "elasticitat de l'acer" que també fa que el material tendeixi a tornar a la forma anterior a la deformació, però que no té relació amb la "memòria de forma".
Les planxes d'acer poden ser inicialment tallades per crear infinitat de formes de dues dimensions (X, Y), amb un gruix aproximat constant (com la tercera dimensió "Z"). Òbviament, aquestes formes poden treballar-se en forma posteriorment més avançada.
Hi ha diverses maneres de crear una forma en la platina d'acer, això inclou el tallar-la, fondre, o sotmetre-la a un procés abrasiu, etc. És molt comú que quan esteu treballant amb fulles, per la seva mateixa geometria, es prepari una taula que aguanti el treball al que el full serà sotmesa.
Entre els processos en s'empren per treballar amb platines d'acer, generalment sobre una taula de treball es troba l'ús de:
- Tall per plasma
- Oxigen i acetilè ( Oxyfuel )
- Làser
- Raig d'aigua

Un altre dels processos als que pot ser sotmesa la placa és el doblegat i deformació. Es poden aconseguir angles o curvatures que obeeixen la geometria d'un cilindre o un con per a això (últim es pot emprar una màquina de 3 o 4 rodets).

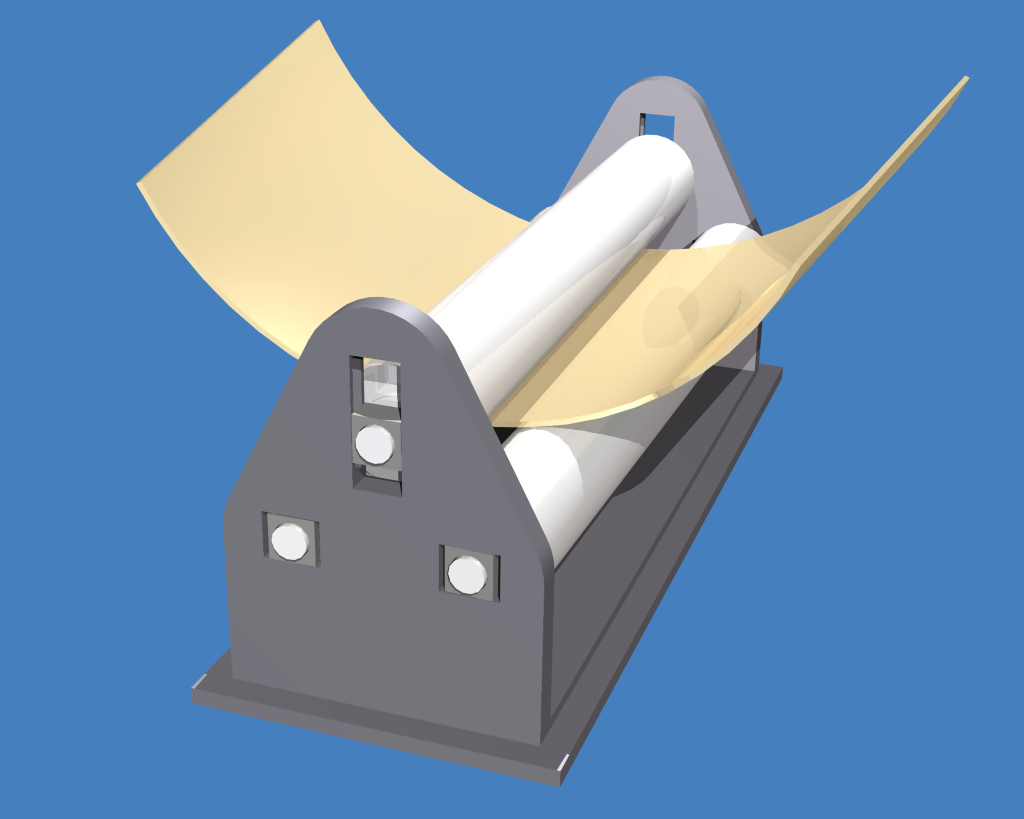
Platina passada per un corró.